# Guyana ai Giochi olimpici
La Guyana ha partecipato per la prima volta ai Giochi olimpici nel 1948. Dal 1948 al 1964 gareggiò come Guyana Britannica.
Gli atleti guianesi hanno vinto una medaglia ai Giochi olimpici estivi di Mosca 1980. Non hanno mai partecipato ai Giochi olimpici invernali.
Il Comitato Olimpico Guianese, fondato nel 1935, venne riconosciuto dal CIO nel 1948.

## Medaglieri

### Medaglie ai Giochi olimpici estivi
| Giochi                 | Oro              | Argento          | Bronzo           | Totale           |
| ---------------------- | ---------------- | ---------------- | ---------------- | ---------------- |
| Londra 1948            | 0                | 0                | 0                | 0                |
| Helsinki 1952          | 0                | 0                | 0                | 0                |
| Melbourne 1956         | 0                | 0                | 0                | 0                |
| Roma 1960              | 0                | 0                | 0                | 0                |
| Tokyo 1964             | 0                | 0                | 0                | 0                |
| Città del Messico 1968 | 0                | 0                | 0                | 0                |
| Monaco di Baviera 1972 | 0                | 0                | 0                | 0                |
| Montréal 1976          | non partecipante | non partecipante | non partecipante | non partecipante |
| Mosca 1980             | 0                | 0                | 1                | 1                |
| Los Angeles 1984       | 0                | 0                | 0                | 0                |
| Seul 1988              | 0                | 0                | 0                | 0                |
| Barcellona 1992        | 0                | 0                | 0                | 0                |
| Atlanta 1996           | 0                | 0                | 0                | 0                |
| Sydney 2000            | 0                | 0                | 0                | 0                |
| Atene 2004             | 0                | 0                | 0                | 0                |
| Pechino 2008           | 0                | 0                | 0                | 0                |
| Londra 2012            | 0                | 0                | 0                | 0                |
| Rio de Janeiro 2016    | 0                | 0                | 0                | 0                |
| Tokyo 2020             | 0                | 0                | 0                | 0                |
| Parigi 2024            | 0                | 0                | 0                | 0                |
| Totale                 | 0                | 0                | 1                | 1                |

### Medagliati
| Medaglia | Atleta          | Edizione   | Sport    | Evento     |
| -------- | --------------- | ---------- | -------- | ---------- |
| Bronzo   | Michael Anthony | Mosca 1980 | Pugilato | Pesi gallo |